# Synagoga Eliasza Majera Krawieckiego w Łodzi
Synagoga Eliasza Majera Krawieckiego w Łodzi – prywatny dom modlitwy znajdujący się w Łodzi, na parterze trzypiętrowego frontowego domu przy ulicy Aleksandryjskiej 25.
Synagoga została zbudowana w 1899 roku z inicjatywy Eliasza Majera Krawieckiego. Mogła ona pomieścić 30 osób. Podczas II wojny światowej hitlerowcy zdewastowali synagogę.